# Lista de asteroides
Esta é uma lista de asteroides ordenados sequencialmente.
Até setembro de 2004 mais de 90 000 já tinham sido numerados (e outros tantos estavam em lista de espera).
Muitos dos asteroides partilham características comuns, não sendo, portanto, de notabilidade. 

## Lista de asteroides
Pelo tamanho da lista ser demasiado grande para caber em uma única página, consulte este índice de subpáginas:

| 1–1000        | 10001–11000   | 20001–21000   | 30001–31000   | 40001–41000   |
| 1001–2000     | 11001–12000   | 21001–22000   | 31001–32000   | 41001–42000   |
| 2001–3000     | 12001–13000   | 22001–23000   | 32001–33000   | 42001–43000   |
| 3001–4000     | 13001–14000   | 23001–24000   | 33001–34000   | 43001–44000   |
| 4001–5000     | 14001–15000   | 24001–25000   | 34001–35000   | 44001–45000   |
| 5001–6000     | 15001–16000   | 25001–26000   | 35001–36000   | 45001–46000   |
| 6001–7000     | 16001–17000   | 26001–27000   | 36001–37000   | 46001–47000   |
| 7001–8000     | 17001–18000   | 27001–28000   | 37001–38000   | 47001–48000   |
| 8001–9000     | 18001–19000   | 28001–29000   | 38001–39000   | 48001–49000   |
| 9001–10000    | 19001–20000   | 29001–30000   | 39001–40000   | 49001–50000   |
|               |               |               |               |               |
| 50001–51000   | 60001–61000   | 70001–71000   | 80001–81000   | 90001–91000   |
| 51001–52000   | 61001–62000   | 71001–72000   | 81001–82000   | 91001–92000   |
| 52001–53000   | 62001–63000   | 72001–73000   | 82001–83000   | 92001–93000   |
| 53001–54000   | 63001–64000   | 73001–74000   | 83001–84000   | 93001–94000   |
| 54001–55000   | 64001–65000   | 74001–75000   | 84001–85000   | 94001–95000   |
| 55001–56000   | 65001–66000   | 75001–76000   | 85001–86000   | 95001–96000   |
| 56001–57000   | 66001–67000   | 76001–77000   | 86001–87000   | 96001–97000   |
| 57001–58000   | 67001–68000   | 77001–78000   | 87001–88000   | 97001–98000   |
| 58001–59000   | 68001–69000   | 78001–79000   | 88001–89000   | 98001–99000   |
| 59001–60000   | 69001–70000   | 79001–80000   | 89001–90000   | 99001–100000  |
|               |               |               |               |               |
| 100001–101000 | 110001–111000 | 120001–121000 | 130001–131000 | 140001–141000 |
| 101001–102000 | 111001–112000 | 121001–122000 | 131001–132000 | 141001–142000 |
| 102001–103000 | 112001–113000 | 122001–123000 | 132001–133000 | 142001–143000 |
| 103001–104000 | 113001–114000 | 123001–124000 | 133001–134000 | 143001–144000 |
| 104001–105000 | 114001–115000 | 124001–125000 | 134001–135000 | 144001–145000 |
| 105001–106000 | 115001–116000 | 125001–126000 | 135001–136000 | 145001–146000 |
| 106001–107000 | 116001–117000 | 126001–127000 | 136001–137000 | 146001–147000 |
| 107001–108000 | 117001–118000 | 127001–128000 | 137001–138000 | 147001–148000 |
| 108001–109000 | 118001–119000 | 128001–129000 | 138001–139000 | 148001–149000 |
| 109001–110000 | 119001–120000 | 129001–130000 | 139001–140000 | 149001–150000 |
|               |               |               |               |               |
| 150001–151000 | 160001–161000 | 170001–171000 | 180001–181000 | 190001–191000 |
| 151001–152000 | 161001–162000 | 171001–172000 | 181001–182000 | 191001–192000 |
| 152001–153000 | 162001–163000 | 172001–173000 | 182001–183000 | 192001–193000 |
| 153001–154000 | 163001–164000 | 173001–174000 | 183001–184000 | 193001–194000 |
| 154001–155000 | 164001–165000 | 174001–175000 | 184001–185000 | 194001–195000 |
| 155001–156000 | 165001–166000 | 175001–176000 | 185001–186000 | 195001–196000 |
| 156001–157000 | 166001–167000 | 176001–177000 | 186001–187000 | 196001–197000 |
| 157001–158000 | 167001–168000 | 177001–178000 | 187001–188000 | 197001–198000 |
| 158001–159000 | 168001–169000 | 178001–179000 | 188001–189000 | 198001–199000 |
| 159001–160000 | 169001–170000 | 179001–180000 | 189001–190000 | 199001–200000 |
|               |               |               |               |               |
| 200001–201000 | 210001–211000 | 220001–221000 | 230001–231000 | 240001–241000 |
| 201001–202000 | 211001–212000 | 221001–222000 | 231001–232000 | 241001–242000 |
| 202001–203000 | 212001–213000 | 222001–223000 | 232001–233000 | 242001–243000 |
| 203001–204000 | 213001–214000 | 223001–224000 | 233001–234000 | 243001–244000 |
| 204001–205000 | 214001–215000 | 224001–225000 | 234001–235000 | 244001–245000 |
| 205001–206000 | 215001–216000 | 225001–226000 | 235001–236000 | 245001–246000 |
| 206001–207000 | 216001–217000 | 226001–227000 | 236001–237000 | 246001–247000 |
| 207001–208000 | 217001–218000 | 227001–228000 | 237001–238000 | 247001–248000 |
| 208001–209000 | 218001–219000 | 228001–229000 | 238001–239000 | 248001–249000 |
| 209001–210000 | 219001–220000 | 229001–230000 | 239001–240000 | 249001–250000 |
|               |               |               |               |               |
| 250001–251000 | 260001–261000 | 270001–271000 | 280001–281000 | 290001–291000 |
| 251001–252000 | 261001–262000 | 271001–272000 | 281001–282000 | 291001–292000 |
| 252001–253000 | 262001–263000 | 272001–273000 | 282001–283000 | 292001–293000 |
| 253001–254000 | 263001–264000 | 273001–274000 | 283001–284000 | 293001–294000 |
| 254001–255000 | 264001–265000 | 274001–275000 | 284001–285000 | 294001–295000 |
| 255001–256000 | 265001–266000 | 275001–276000 | 285001–286000 | 295001–296000 |
| 256001–257000 | 266001–267000 | 276001–277000 | 286001–287000 | 296001–297000 |
| 257001–258000 | 267001–268000 | 277001–278000 | 287001–288000 | 297001–298000 |
| 258001–259000 | 268001–269000 | 278001–279000 | 288001–289000 | 298001–299000 |
| 259001–260000 | 269001–270000 | 279001–280000 | 289001–290000 | 299001–300000 |
|               |               |               |               |               |
| 300001–301000 | 310001–311000 | 320001–321000 | 330001–331000 | 340001–341000 |
| 301001–302000 | 311001–312000 | 321001–322000 | 331001–332000 | 341001–342000 |
| 302001–303000 | 312001–313000 | 322001–323000 | 332001–333000 | 342001–343000 |
| 303001–304000 | 313001–314000 | 323001–324000 | 333001–334000 | 343001–344000 |
| 304001–305000 | 314001–315000 | 324001–325000 | 334001–335000 | 344001–345000 |
| 305001–306000 | 315001–316000 | 325001–326000 | 335001–336000 | 345001–346000 |
| 306001–307000 | 316001–317000 | 326001–327000 | 336001–337000 | 346001–347000 |
| 307001–308000 | 317001–318000 | 327001–328000 | 337001–338000 | 347001–348000 |
| 308001–309000 | 318001–319000 | 328001–329000 | 338001–339000 | 348001–349000 |
| 309001–310000 | 319001–320000 | 329001–330000 | 339001–340000 | 349001–350000 |
|               |               |               |               |               |
| 350001–351000 | 360001–361000 | 370001–371000 | 380001–381000 | 390001–391000 |
| 351001–352000 | 361001–362000 | 371001–372000 | 381001–382000 | 391001–392000 |
| 352001–303000 | 362001–363000 | 372001–373000 | 382001–383000 | 392001–393000 |
| 353001–354000 | 363001–364000 | 373001–374000 | 383001–384000 | 393001–394000 |
| 354001–355000 | 364001–365000 | 374001–375000 | 384001–385000 | 394001–395000 |
| 355001–356000 | 365001–366000 | 375001–376000 | 385001–386000 | 395001–396000 |
| 356001–357000 | 366001–367000 | 376001–377000 | 386001–387000 | 396001–397000 |
| 357001–358000 | 367001–368000 | 377001–378000 | 387001–388000 | 397001–398000 |
| 358001–359000 | 368001–369000 | 378001–379000 | 388001–389000 | 398001–399000 |
| 359001–360000 | 369001–370000 | 379001–380000 | 389001–390000 | 399001–400000 |
|               |               |               |               |               |
| 400001–401000 | 410001–411000 | 420001–421000 | 430001–431000 | 440001–441000 |
| 401001–402000 | 411001–412000 | 421001–422000 | 431001–432000 | 441001–442000 |
| 402001–403000 | 412001–413000 | 422001–423000 | 432001–433000 | 442001–443000 |
| 403001–404000 | 413001–414000 | 423001–424000 | 433001–434000 | 443001–444000 |
| 404001–405000 | 414001–415000 | 424001–425000 | 434001–435000 | 444001–445000 |
| 405001–406000 | 415001–416000 | 425001–426000 | 435001–436000 | 445001–446000 |
| 406001–407000 | 416001–417000 | 426001–427000 | 436001–437000 | 446001–447000 |
| 407001–408000 | 417001–418000 | 427001–428000 | 437001–438000 | 447001–448000 |
| 408001–409000 | 418001–419000 | 428001–429000 | 438001–439000 | 448001–449000 |
| 409001–410000 | 419001–420000 | 429001–430000 | 439001–440000 | 449001–450000 |
|               |               |               |               |               |
| 450001–451000 | 460001–461000 | 470001–471000 | 480001–481000 | 490001–491000 |
| 451001–452000 | 461001–462000 | 471001–472000 | 481001–482000 | 491001–492000 |
| 452001–403000 | 462001–463000 | 472001–473000 | 482001–483000 | 492001–493000 |
| 453001–454000 | 463001–464000 | 473001–474000 | 483001–484000 | 493001–494000 |
| 454001–455000 | 464001–465000 | 474001–475000 | 484001–485000 | 494001–495000 |
| 455001–456000 | 465001–466000 | 475001–476000 | 485001–486000 | 495001–496000 |
| 456001–457000 | 466001–467000 | 476001–477000 | 486001–487000 | 496001–497000 |
| 457001–458000 | 467001–468000 | 477001–478000 | 487001–488000 | 497001–498000 |
| 458001–459000 | 468001–469000 | 478001–479000 | 488001–489000 | 498001–499000 |
| 459001–460000 | 469001–470000 | 479001–480000 | 489001–490000 | 499001–500000 |

## Convenção de nomenclatura e numeração
Após serem descobertos, os asteroides geralmente recebem nomes sistemáticos (como 1989 AC) e, entretanto, um número (como 4179). Podem, opcionalmente, receber um nome também (como Toutatis).
Atualmente os asteroides recebem números sequenciais apenas quando a sua órbita está documentada com precisão. Os que não preenchem este requisito (ainda) mantêm a sua designação sistemática. Esta regra não foi usada desde sempre, existindo assim vários asteroides que receberam um número e cujo rasto foi, entretanto, perdido. Porém, já se conseguiu a sua recuperação; o último asteroide a ser recuperado foi 719 Albert e, embora não se consiga observar 1915 Quetzálcoat e (3360) 1981 VA desde 1985, as suas órbitas são conhecidas e aproximações da Terra estão previstas para 2062 e 2085, respectivamente.
Pelas razões supra-citadas, a sequência dos números apenas se aproxima da cronologia da descoberta. Em casos extremos, como asteroides "perdidos", podem-se verificar discrepâncias: por exemplo, 69230 Hermes foi originalmente descoberto em 1937, mas foi "perdido" até 2003. Só depois da sua recuperação se conseguiu documentar a sua órbita e atribuir-lhe um número. Antes disso, era conhecido apenas por 1937 UB (o seu nome sistemático).
Só posteriormente à atribuição do número é que o asteroide se torna um candidato ao "baptismo" (atribuição de nome) — por largos anos, Hermes foi uma rara excepção, já que nunca foi numerado. Geralmente são concedidos 10 anos ao responsável pela descoberta para escolher um nome; alguns asteroides ficam, porém, sem nome atribuído. Especialmente no final do século XX, com os programas automatizados de rastreio de asteroides, como o LINEAR, a velocidade das descobertas aumentou em tão larga escala que a maioria destas descobertas dificilmente irá receber um nome.
Em casos excepcionais, um objecto atípico (não convencional) pode receber um nome não-oficial previamente ao número. Um exemplo recente é 90377 Sedna, que apenas dispunha do nome sistemático 2003 VB12 antes de ser numerado (90377) e, pouco depois, baptizado em Setembro de 2004.